# Procainamida
La procainamida es un medicamento que actúa a nivel del corazón como agente antiarrítmico clase I indicado en el tratamiento de ciertos trastornos del ritmo cardíaco. Se administra por vía intravenosa u oral y actúa bloqueando los conductos de sodio (Na+) en el músculo cardíaco, prolongando así la duración del potencial de acción de la célula cardíaca. Esa conducción eléctrica enlentecida se ve en el electrocardiograma como un ensanchamiento del complejo QRS.

## Indicaciones
La procainamida se usa tanto para las arritmias supraventriculares como las ventriculares. Los efectos de la procainamida son muy similares a los de la quinidina, tiende a ser levemente menos efectivo en la supresión de actividad de marcapasos ectópicos anormales pero más efectiva en el bloqueo de los canales de sodio en células despolarizadas. La procainamida tiene menos efectos antimuscarínicos colaterales que la quinidina.
Para el control de arritmias ventriculares se suele requerir dosis de 2-5 g/día. Por razón de la necesidad de dosis frecuentes de la procainamida, no se acostumbra a usar este medicamento en terapias de larga data y evitar los síntomas lúpicos. Después de la lidocaína, la procainamida es la droga de preferencia en la mayoría de las unidades de cuidados coronarios para el tratamiento de arritmias ventriculares sostenidas asociadas a los infartos de miocardio.

## Efectos adversos
La procainamida tiene efectos extracardíacos, produciendo una reducción en la resistencia vascular periférica que puede causar hipotensión arterial, especialmente con la infusión acelerada del medicamento por vía intravenosa. 
Las reacciones adversas más notables incluyen la aparición de un síndrome similar al lupus eritematoso sistémico, caracterizado por rash, fiebre, dolores musculares y artritis. En algunos pacientes puede aparecer una pleuritis o pericarditis no infecciosas. Todas estas reacciones son más frecuentes con el uso prolongado del medicamento. Ocasionalmente se han reportado diarreas, hepatitis y agranulocitosis.

## Farmacología
La procainamida se puede administrar por vía intramuscular y se absorbe bien por vía oral con una biodisponibilidad alrededor del 75%. Cuando se administra la procainamida por vía intravenosa, se acostumbra dar una dosis de carga inicial. La procainamida tiene un fuertemente activo metabolito llamado N-acetil procainamida (NAPA) que se excreta por el sistema renal. En pacientes con insuficiencia renal se ha asociado la acumulación de NAPA a un síndrome llamado torsades de pointes, aunque los síntomas lúpicos son menos frecuentes en estos pacientes.
La vida media de la procainamida es de solo 3-4 horas, por lo que requiere dosis frecuentes o la más común formulación de liberación lenta. Sin embargo, se debe tener precauciones por razón de que la vida media del NAPA, el metabolito de la procainamida, es mayor que su progenitor molecular, de modo que tiende a acumularse más lentamente.